# Чёрная Дева Монсерратская
Чёрная Дева Монсерратская (кат. Mare de Déu de Montserrat, исп. Virgen de Montserrat), также широко употребляется ласковое прозвище La Moreneta (с кат. — «Смугляночка») — высокопочитаемое скульптурное изображение Девы Марии с Младенцем, хранимое в бенедиктинском монастыре Монсеррат, расположенном на одноимённой горе в автономном сообществе Испании Каталония.

11 сентября 1881 года римский папа Лев XIII официально утвердил Чёрную Деву Монсерратскую покровительницей Каталонии и короновал её согласно имеющейся в католической церкви традиции коронования особо чтимых образов. Ежегодное чествование Моренеты проводят 27 апреля.

## История

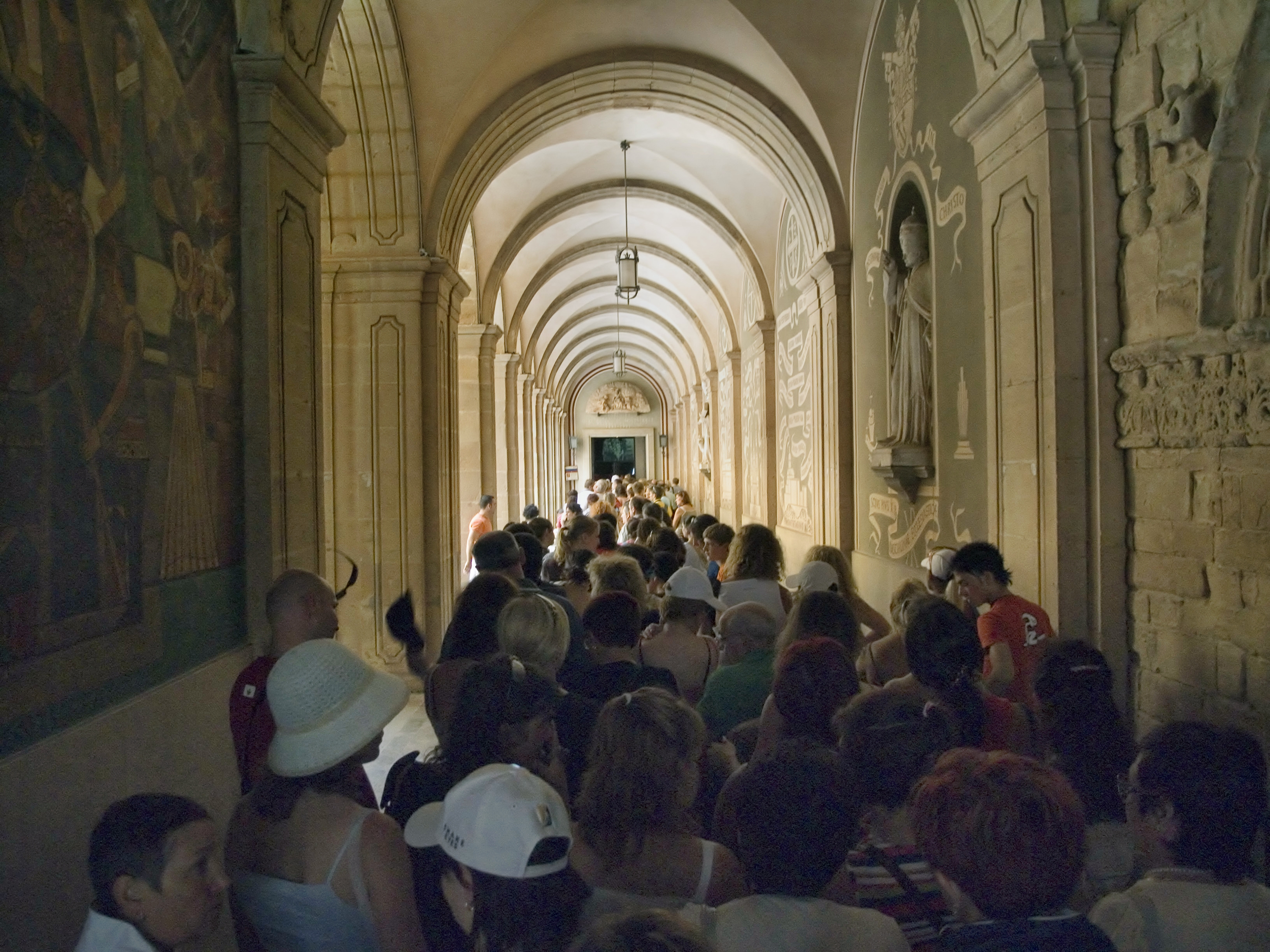
Очередь паломников и туристов к Чёрной Деве

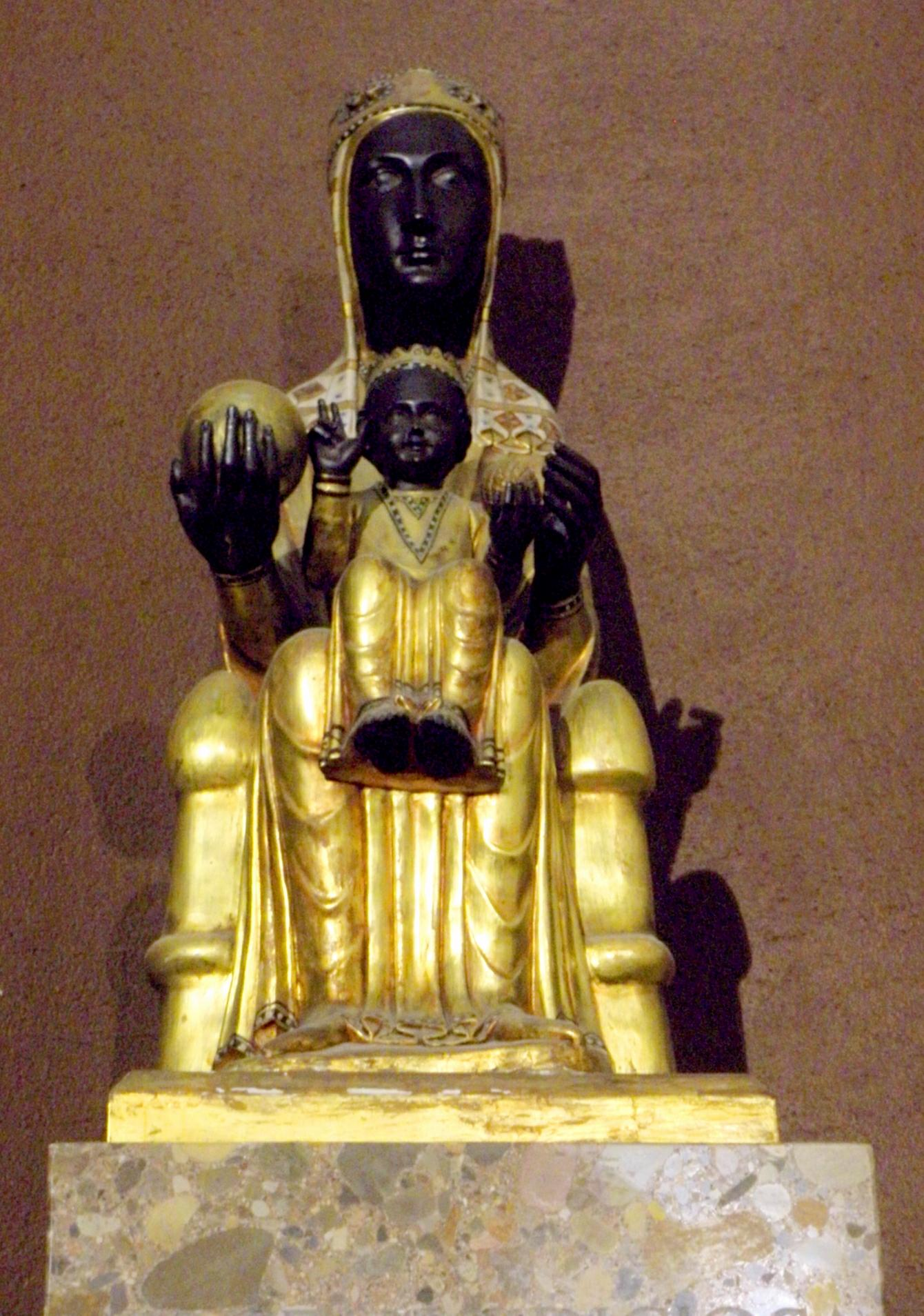
Мадонна Монсеррат

Согласно некоторым данным, скульптура могла попасть в пещеру на горе Монсеррат в 718 году ради спасения от сарацинов. В 880 году статую Чёрной Девы обнаружила группа детей, увидевших изливающийся из пещеры свет. Узнав об этой находке, епископ Манресы приказал перевезти статую в свой город. Но сделать это оказалось невозможно, так как скульптура имела неподъёмный вес. Епископ понял, что Дева Мария хочет, чтобы статуя осталась на горе, поэтому он принял решение построить на Монсеррате скит, посвящённый Святой Марии, на месте которого в 1025 году здесь был заложен бенедиктинский монастырь.

Первоначальная скульптура не сохранилась и в XII веке была заменена на копию.

## Описание
Скульптурное изображение, вырезанное из тополя, имеет высоту 95 см. Дева Мария изображена сидящей с Младенцем на коленях. В правой руке она держит сферу, которая символизирует вселенную. Младенец Иисус правую руку поднимает в благословляющем жесте, а в левой руке держит шишку сосны пинии. Образы Девы Марии и Младенца выполнены в условной манере и мало соответствуют упрощенным изображениям, свойственным романскому стилю, — скорее, в них можно усмотреть византийские влияния.
Короны и одежда Девы и Младенца золотого цвета. Лицо и руки тёмного, почти чёрного, цвета, что и определило название скульптуры. Скорее всего, тёмный цвет не был изначальным, а появился в результате потемнения лака под действием тепла свечей в течение длительного времени.

### Заалтарная часовня
Скульптура Чёрной Девы находится в заалтарной часовне в монастырском соборе.

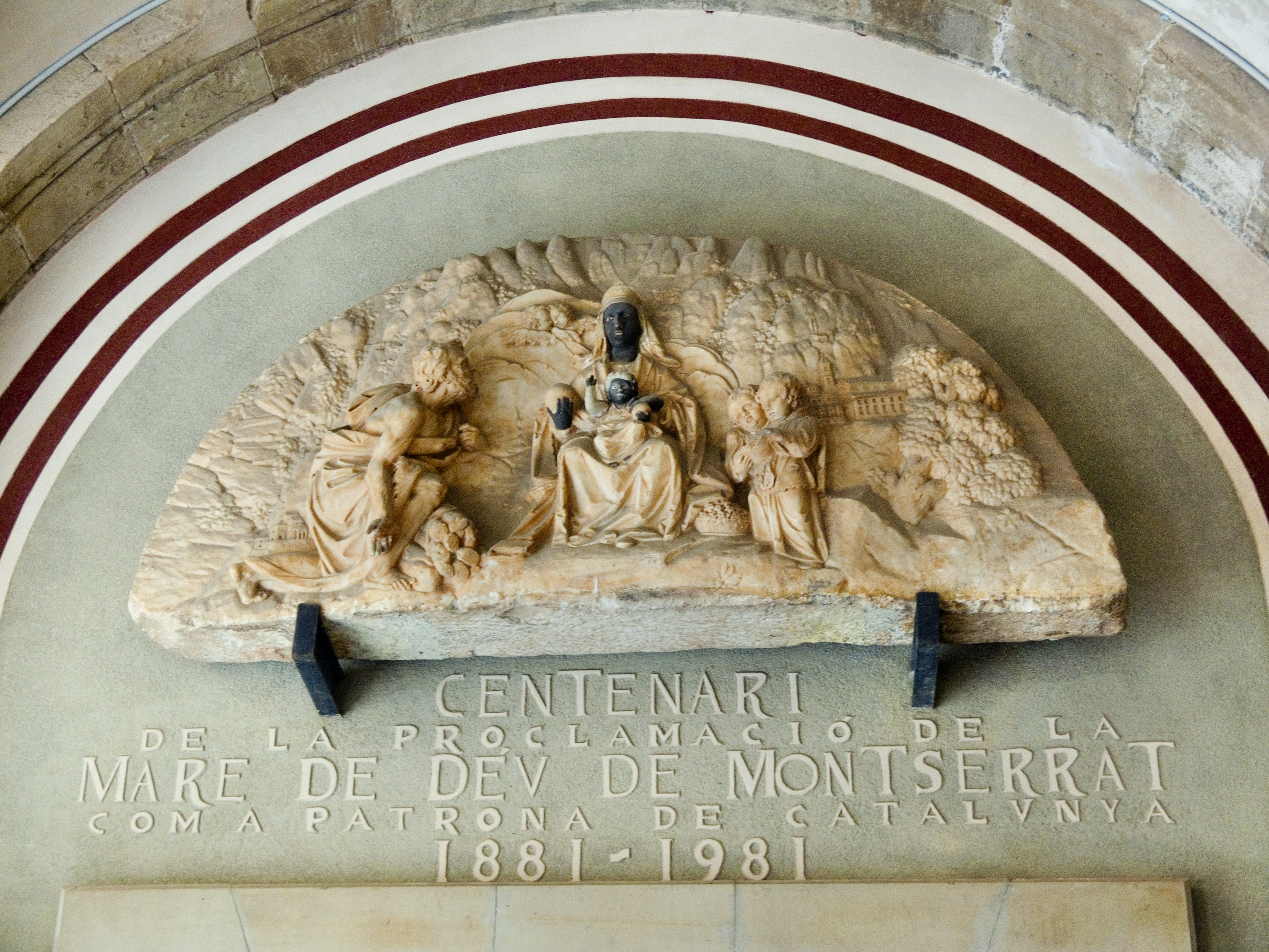
Вход в пределы собора, ведущие в заалтарную часовню
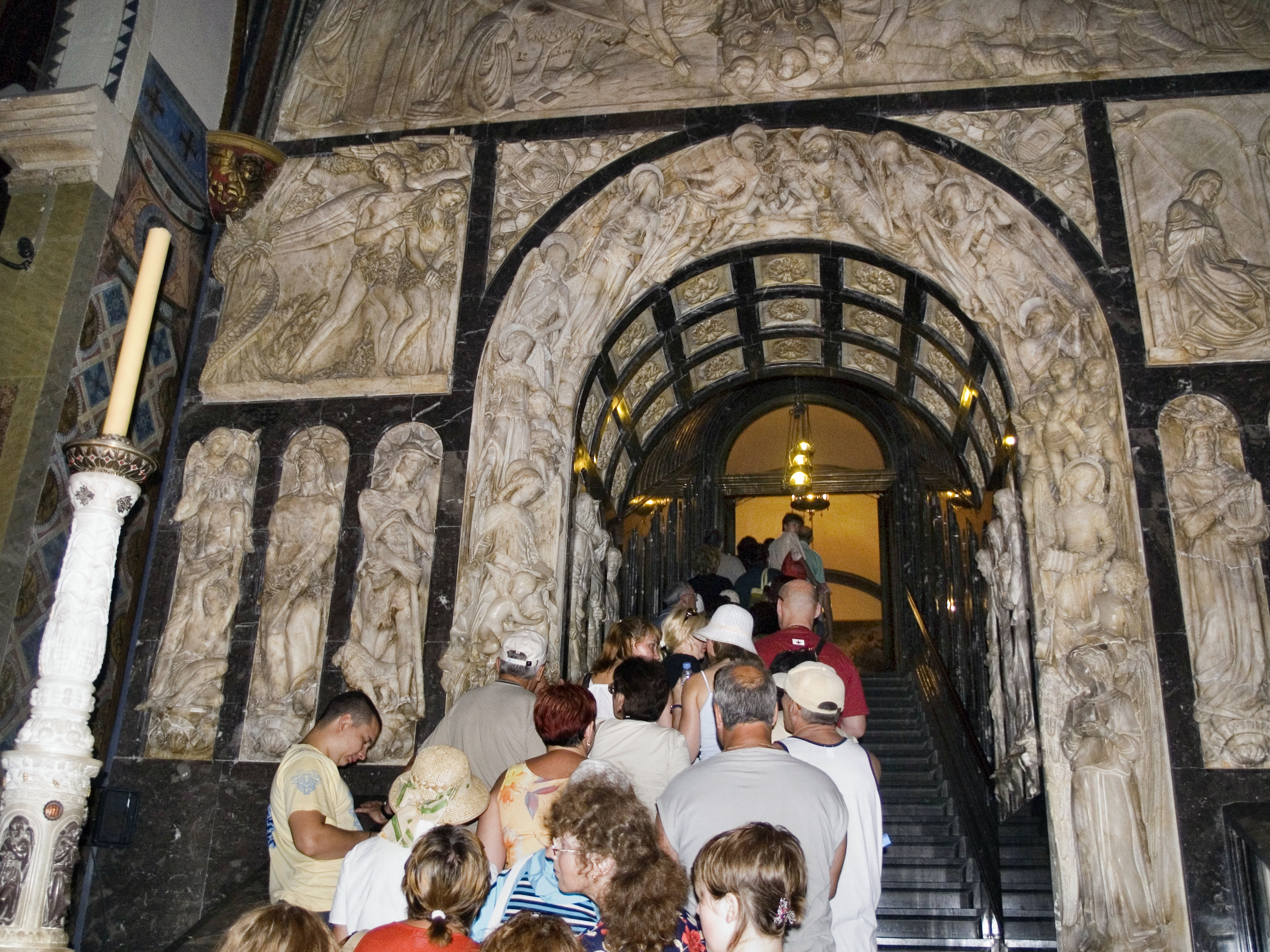
Ангельские ворота – вход в часовню
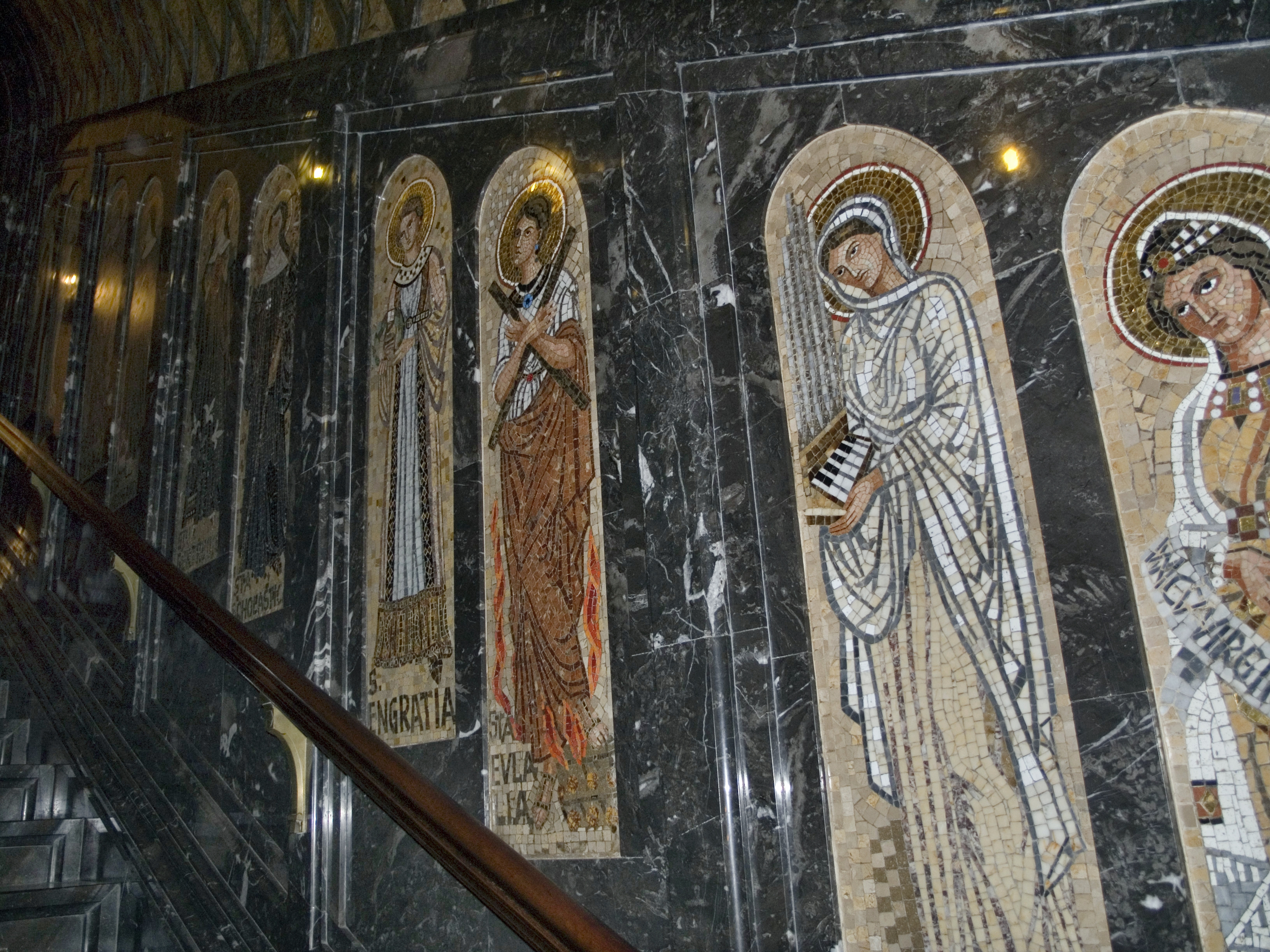
Мозаики вдоль лестницы, ведущей в часовню
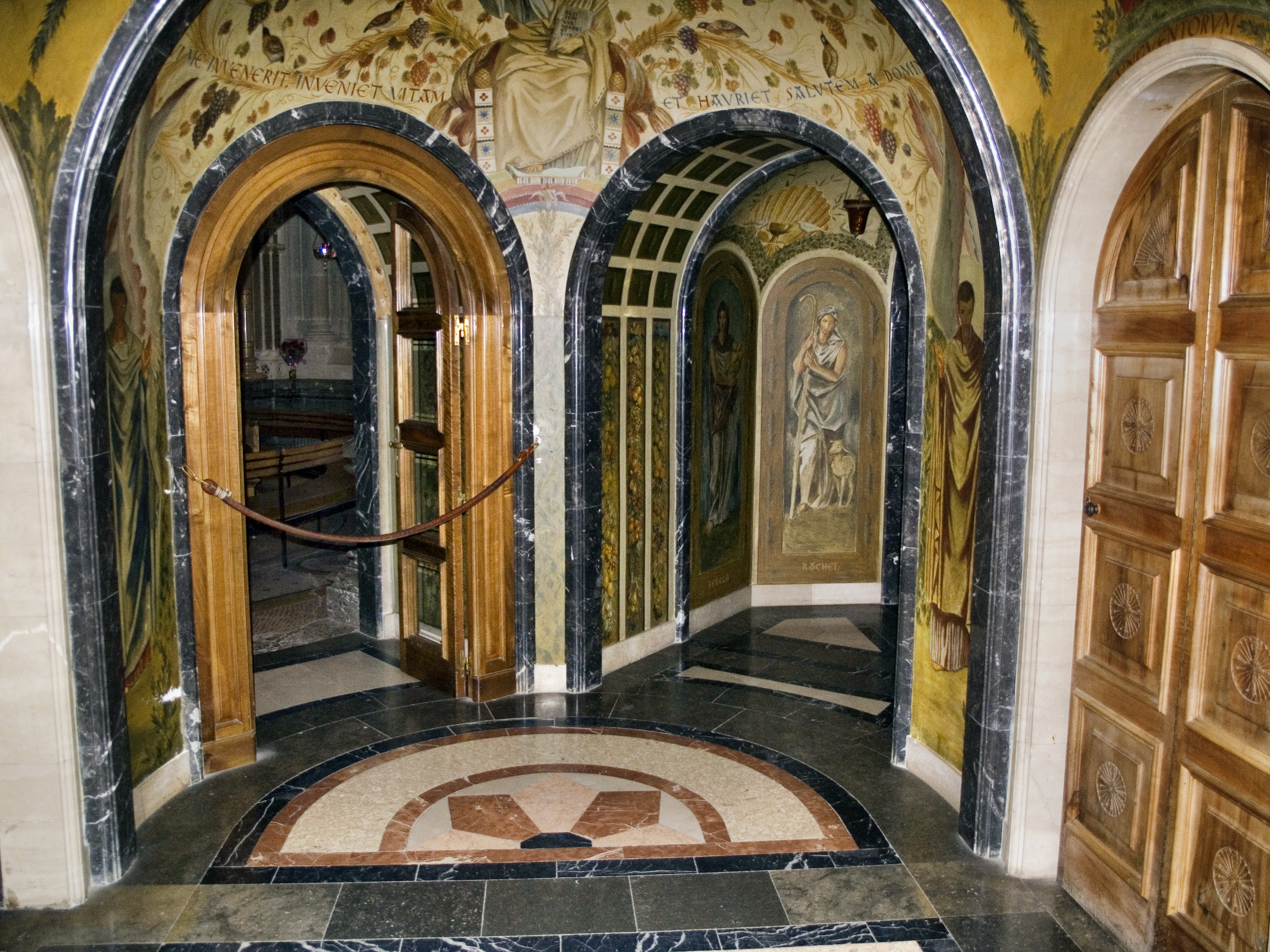
Капелла

## Существующие реплики
- Скульптура в храме Богоматери Монсеррат в Буэнос-Айресе (Аргентина)
- Скульптура на вершине горы Серрат в городе Сантус (Бразилия)
- Скульптура в гроте Монсеррат в посёлке Рио-Верде (Чили)[2]
- Скульптура в святилище Монсеррат в Боготе (Колумбия)
- Скульптура в общине монахинь Святой Терезы в провинции Самора (Эквадор)
- Скульптура в церкви Девы Монсерратской в Валенсии (Испания)
- Скульптура в церкви Непорочного Зачатия в Сан-Кристобаль-де-ла-Лагуна (Испания)
- Скульптура в епархии Сантьяго (Гватемала)
- Скульптура в церкви Девы Монсерратской в Таско-де-Аларконе (Мексика)
- Скульптура в приходе Богоматери Монсеррат в Лиме (Перу)